# Kenguk az olimpián
A Kenguk az olimpián (eredeti cím: Les Kangoo aux Jeux Olympiques) francia televíziós rajzfilmsorozat, amelynek a rendezője Thibaut Chatel, az írója Jacqueline Monsigny, a zeneszerzője Fabrice Aboulker. Műfaját tekintve sportfilm-sorozat és filmvígjáték-sorozat. Franciaországban 1999-től a TF1 vetítette, Magyarországon 2014-től az M2 sugározta.

## Ismertető
Nagyon szomorú Mézia királynője, mivel sok a rossz idő, és ezért nem érkezik külföldi látogató a hazájához. Úgy dönt, hogy sok érdekes programot alakít, amelyekkel Méziát megkedvelteti a turistákkal. Juniornak igazán jó ötlete születik, mégpedig az, hogy olimpiát rendezzenek. De nem tétlenkednek Mázia ellenfelei sem. Don Marcos és unokahúga, Vipera gondoskodnak róla, hogy az olimpiai érméket lenyerjék, és ne nyerjék meg a Kenguk.

## Szereplők
Kenguk
- Napo – A csapat kapitánya.
- Nelson – A csapat pilótája, elbűvölő és jó.
- Junior – A legfiatalabb játékos a csapatban.
- Kevin – Kissé agresszív versenyző.
- Archie – Matematikus és igazi zseni.
- Sami – A kenguk edző tanára, és Tiffany apja, egy napon arról álmodozik, hogy Mysialande leghíresebb edzője legyen.
- Tiffany – Szőke hajú, kék szemű, fiatal felnőtt lány, aki Sami lánya, és a kenguk legjobb lánybarátja.

Ellenfelek
- Mister D – A kenguk ellensége, tervei gyakran füstbe mennek.
- Vipéra – Myster D unokahúga, nagybátyjának segít, hogy a kenguk veszítsenek.
- Marcos – Myster D ikertestvére, gyakran próbál segíteni az elrontott terveiben.
- Janus – Az ellenséges sportoló.
- Robur – Az ellenséges szultán.
- Roxane – Robure barátnője, sokat támogatja, és bátorítja a terveiben.
- Buck – Myster D egyik ministránsa, kissé buta.
- Jon – Myster D másik ministránsa, kissé buta.

## Epizódok
1. A nagy ötlet (Chacun son Sport)
2. Versenyfutás az idővel (course contre la montre)
3. A furcsa bajnok (un étrange champion)
4. Hajrá, Cantor! (Allez Cantor)
5. Verseny az erdőben (VTT au Mysialande)
6. Aki veszít, az nyer (Qui perd Gagne)
7. Ezer veszély Maratonja (Marathon de tous les dangers)
8. Egy kis pihenő (Week-end aux Jeux olympique)
9. A jövendőmondó (Compétition truquée)
10. Pánik a stadionban (Panique au Village)
11. Csalás az egész (Jeu de dupe)
12. Trükkös mérkőzés (Un tournois truqué)
13. Bosszú a jégen (La vengeance sur la Glace)
14. Anyuka pici fia (Madame D fait du Grabuge)
15. A varázsszer (Malédiction Fatale)
16. Maraton meglepetésekkel (Marathon surprenant)
17. Botrány az olimpián (Un scandale au jeux Olympique)
18. Kincsvadászat (La grande chasse au trésor)
19. Az új bajnok (Toujours plus haut)
20. Lavina (Avalanche)